# Victoria: An Empire Under the Sun
Victoria: An Empire Under the Sun (офиц. рус. Виктория: Империя под солнцем) — глобальная стратегия, разработанная шведской студией Paradox Entertainment в 2003 году. Продолжает серию, к которой относятся также игры Europa Universalis и Hearts of Iron. Названа в честь британской королевы Виктории. Игра охватывает исторический период с 1836 года по 1920 год. Игрок может взять под управлению любую существовавшую в ту эпоху державу. По сравнению с играми-предшественницами, в Victoria очень сложный микроменеджмент и развитая экономическая составляющая. Victoria не смогла повторить успех EU, причиной чего отчасти является чрезмерная сложность игры для массового потребителя. 13 августа 2010 года вышло продолжение игры – Victoria II.

## Victoria: Revolutions
В августе 2006 года вышло официальное дополнение к игре, получившее название «Victoria: Revolutions» (официальное рус. Виктория. Революции), которое распространяется через Интернет, но в России также выпущено на компакт-дисках.

## Геймплей

### Экономика
Экономическая модель игры очень сложна даже по сравнению с другими играми Paradox Interactive. Разработчики постарались как можно сильнее приблизить её к реальности.
Вся территория Земли поделена на провинции, часть из которых принадлежит тем или иным государствам, но некоторые из них (особенно в начале игры) не колонизированы. Провинции, в свою очередь, объединяются в области. В каждой провинции существует добывающее предприятие (ДП), которое производит либо один из видов сельскохозяйственной продукции (зерно, шерсть, рыба и так далее), либо один из видов сырья (например, древесина, уголь, железная руда). Изменить производимый ДП вид товаров или создать второе ДП самостоятельно невозможно. ДП может измениться только по событиям игры (например, открытие залежей нефти или шахты драгметаллов), но зато существует возможность расширять уже имеющееся производство.
Обрабатывающая промышленность в игре смоделирована в виде фабрик (заводов), которые, в отличие от ДП, относятся не к провинциям, а к областям. В каждой области может быть несколько фабрик, производящих разные виды продукции (такие, как боеприпасы, мебель, одежда, вино). Построить несколько фабрик одного типа в области нельзя, но можно расширять уже имеющиеся фабрики.
Все предприятия имеют уровень (от 1 до 5), определяющий, какое максимальное число POP’ов может работать на данном предприятии (5 за каждый уровень).
Всё население делится на группы, называемые POP’ами (аббревиатура англ. Part of Population — часть населения). POP’ы могут включать в себя до 100 000 жителей, каждый из которых, в свою очередь, символизирует семью из нескольких человек. POP’ы имеют много параметров, по которым отличаются друг от друга (такими параметрами являются, например, религия POP’а, его сословная принадлежность и политические взгляды). Всего в игре существуют 9 сословий:
- Аристократы — повышают эффективность работы добывающих предприятий в провинции;
- Духовенство — понижают уровень сознательности низших слоёв населения (высокий уровень сознательности повышает шанс восстания);
- Капиталисты — повышают уровень эффективности фабрик, при рыночной экономике также строят фабрики на свои средства;
- Офицеры — повышают параметр «лидерство», который позволяет нанимать генералов и адмиралов для руководства армией;
- Солдаты — увеличивают рост людских ресурсов (англ. menpower) государства, которые позволяют формировать новые дивизии и пополнять численность уже имеющихся;
- Клерки (служащие) и ремесленники — работают на фабриках; при этом клерки работают более эффективно, чем ремесленники (и чем выше уровень грамотности в стране, тем выше эффективность их работы), однако число клерков на фабрике не может быть выше числа ремесленников;
- Крестьяне и рабочие — работают на фермах и добывающих предприятиях;
- Рабы — работают на добывающих предприятиях (это сословие существует в очень немногих странах, в которых в период, охватываемый игрой, ещё существовало рабство, например, в США).

## Внутренняя политика
Каждый POP в игре имеет свою идеологию и две политические проблемы, которые интересуют его больше всего. Всего в игре существует 6 идеологий (их можно объединить в 3 группы, внутри каждой из которых выделяется более умеренная и более радикальная идеология):
- Консервативные — консерваторы и реакционеры;
- Либеральные — либералы и анархо-либералы;
- Социалистические — социалисты и коммунисты.

Социалистические идеологии появляются в игре, начиная с 1848 года. В дополнении также появилась фашистская идеология, которая появляется после 1905 года. Каждое сословие изначально тяготеет к какой-то определённой идеологии (например, крестьяне — к консерватизму, рабочие — к социализму, клерки и капиталисты — к либерализму, и т. д.), но она может меняться в ходе игры из-за различных событий или действий игрока (например, при повышении налогов крестьяне и ремесленники из консерваторов могут перейти в либерализм, а затем — в социализм и коммунизм и т. п.).
В игре реализованы политические партии, которые, как правило, соответствуют существовавшим в действительности партиям. Каждая из них относится к той или иной идеологии и имеет политическую программу, в которой выражена позиция партии по 5 пунктам:
- Экономика;
- Внешняя торговля;
- Религиозные вопросы;
- Отношение к войне;
- Отношение к национальным меньшинствам.

Политическая программа находящейся в данный момент у власти партии накладывает на игрока существенные ограничения (к примеру, если партия придерживается плановой экономики, то налоги не могут быть ниже определённого уровня; при рыночной экономике, наоборот, налоги не могут превышать 50 % и нет возможности строить фабрики и железные дороги — вместо игрока это делают капиталисты и т. п.).

### Дипломатия
Каждая страна имеет «очки дипломатии», начисляемые несколько раз в год. Величина зависит от престижа и международного положения страны, например, Великие державы получают значительно больше «очков дипломатии», чем остальные независимые государства, а меньше всего «очков» получают сателлиты, доминионы и нецивилизованные страны.
Каждое дипломатическое действие требует одного «очка дипломатии». Дипломатия позволяет заключать военные союзы, объявлять войны и подписывать мирные договоры, заключать различные соглашения, тем самым меняя ход истории и запускать альтернативные пути развития для страны.

### Научный прогресс
Как и в других глобальных стратегиях, в Victoria большую роль играет открытие и внедрение новых технологий. Всё технологическое древо разбито на 5 направлений (военные технологии, морские технологии, коммерция, культура и промышленность), каждая из которых включает по 5 ответвлений, а каждое из ответвлений, в свою очередь, по 5 (в дополнении Victoria: Revolutions по 6) конкретных технологий. Помимо непосредственного эффекта, открытие технологии иногда инициирует ряд событий-изобретений.

### Военное дело
Вооружённые силы в игре подразделяются на две части — сухопутные войска и военно-морской флот. У каждого из них есть свои характеристики (боевой дух, натиск, организация и т. д.), зависящие от уровня финансирования и развития технологий. Максимальная численность сухопутных подразделений — 10 000 человек, но если у подразделения есть бригада (например, артиллерийская), то численность достигает 12 000 человек. Чем больше армия и флот, тем больше расходы на них.
В дополнении Victoria: Revolution появились новые типы кораблей (таких, как авианосцы и т. д.) и бригад (например, различные виды авиационных бригад и т. д.), отсутствовавшие в оригинальной версии игры.

## Рецензии
| Сводный рейтинг | Сводный рейтинг |
| Агрегатор       | Оценка          |
| --------------- | --------------- |
| GameRankings    | 59,62 %         |

### Российской игровой прессы
Крупнейший российский портал игр Absolute Games поставил игре 84 %. Обозреватель отметил интересный игровой процесс. К недостаткам был отнесён малый временной период игры. Вердикт: «В итоге остаются самые благоприятные впечатления. Правда, с небольшой оговоркой: Victoria — всего-навсего — проект класса „три в одном“. И трудность заключается лишь в том, готовы ли вы платить за блюдо, в котором вкусовые качества всех компонентов уже знакомы».
Журнал «Игромания» поставил игре 8.5 баллов из 10-ти, сделав следующее заключение: «Игра мечты для всякого любителя глобальных стратегий, в которую, кроме них, почти никто не станет играть. Разгул статистики и социологии, тонкости планирования бюджета и идеологической борьбы. Почти настоящая история на экране вашего монитора».